# Fremdsprachenamt Chinas

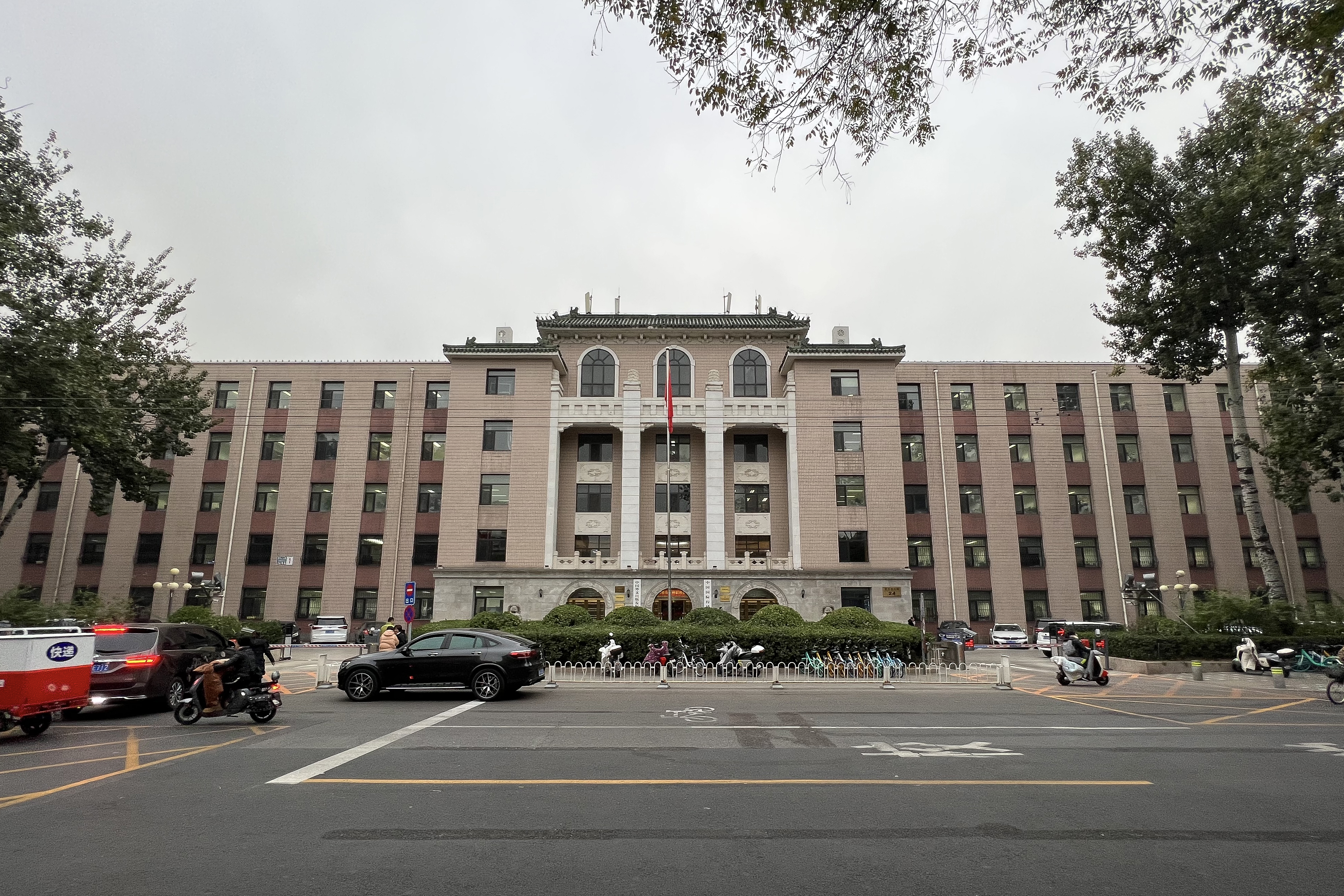
Fremdsprachenamt Chinas in Peking

Das Fremdsprachenamt Chinas (chinesisch 中国外文局, Pinyin Zhōngguó wàiwénjú), amtlich China International Publishing Group (CIPG; chinesisch 中国外文出版发行事业局, Pinyin Zhōngguó wàiwén chūbǎn fāxíng shìyè jú) ist ein Organ des Zentralkomitees der Kommunistischen Partei Chinas, das im Namen der Partei und der Regierung für Veröffentlichungen und Überwachungen von Medien in verschiedenen Sprachen zuständig ist. Es hat seinen Sitz in Peking (unmittelbar südlich von Baiwanzhuang) und beschäftigt derzeit nach eigenen Angaben 2.588 Mitarbeiter.
Der Vorläufer des Fremdsprachenamtes wurde bereits 1949 gegründet. 1963 erhielt es seinen heutigen Namen und wurde dem Staatsrat unterstellt, 1982 wurde es reorganisiert und dem Kulturministerium unterstellt. 1991 bzw. 1995 wurde die derzeitige Organisationsstruktur geschaffen.
Zum Fremdsprachenamt gehören:
- das Nachrichtenportal China Internet Information Center (中国互联网新闻中心; auf Chinesisch, Englisch, Esperanto, Französisch, Deutsch, Japanisch, Russisch, Spanisch, Arabisch und Koreanisch)
- der Verlag für fremdsprachige Literatur (外文出版社)
- der Verlag Sinolingua (华语教学出版社)
- der Verlag Neue Welt (新世界出版社)
- der Verlag Neuer Stern (新星出版社)
- der Verlag Morning Glory (朝华出版社简介)
- die Zeitschriften Beijing Rundschau (《北京周报》; auf Chinesisch, Englisch, Französisch, Deutsch und Japanisch), Chinafrica bzw. Chinafrique (auf Englisch und Französisch)
- die Zeitschrift China heute (《今日中国》; vormals China im Aufbau; auf Chinesisch, Englisch, Französisch, Deutsch, Spanisch und Arabisch)
- die Zeitschrift China im Bild (《人民画报》; auf Chinesisch, Englisch, Russisch, Französisch, Deutsch, Japanisch, Koreanisch, Italienisch und Arabisch)
- die Zeitschrift El Popola Ĉinio („Aus Volkschina“, 《中国报道》; auf Esperanto)
- die Zeitschrift Jinmin Chūgoku („Volkschina“, 《人民中国》; auf Japanisch)
- die Zeitschrift Potala (auf Tibetisch, Chinesisch und Englisch)
- eine Organisation für die Überwachung und Zensur des Internets (chinesisch 违法和不良信息举报中心, Pinyin Wéifǎ hé bùliáng xìnxī jǔbào zhōngxīn)
- die Fremdsprachendruckerei Beijing (外文印刷厂)
- der Chinesische Übersetzerverband (中国翻译协会)
- die Chinesische Esperanto-Gesellschaft
- eine Prüfstelle für Dolmetscher und Übersetzer (CATTI; 中国外文局考评中心)

Das Fremdsprachenamt hat eine internationale Vertriebsorganisation in Peking (中国国际图书贸易总公司) und mehrere Niederlassungen im Ausland (darunter Cypress Book / 常青图书公司 in den USA und Peace Book / 和平圖書有限公司 in Hongkong), sowie einen Vertriebspartner in Deutschland.
Der Direktor des Fremdsprachenamtes ist Cài Míngzhào 蔡名照. Er ist gleichzeitig Direktor des Presseamtes des Staatsrates.